# Иванищинские Горки
Иванищинские Горки — деревня в Старицком районе Тверской области России. Входит в состав Архангельского сельского поселения.

## География
Находится в южной части Тверской области на расстоянии приблизительно 19 км на восток-северо-восток от районного центра города Старица.

## История
Деревня была отмечена ещё на карте Менде, которая отражала местность в 1848—1849 годах. В 1859 году здесь (тогда деревня Старицкого уезда) было учтено 47 дворов.

## Население
Численность населения: 350 человек (1859), 44 (русские 85 %) в 2002 году, 43 в 2010.